# Dumitru Ivan
Dumitru Ivan (* 14. Mai 1938 in Bukarest; † 17. Juni 2015) war ein rumänischer Fußballspieler.

## Sportlicher Werdegang
Ivan spielte zu Beginn der 1960er Jahre bei Dinamo Bukarest. In der Divizia A. Unter Trainer Traian Ionescu gewann der Oberstleutnant des rumänischen Innenministeriums zwischen 1962 und 1965 viermal in Folge den rumänischen Meistertitel, dabei 1963 durch den Gewinn der Cupa României nach einem 5:3-Endspielerfolg über den Ortsrivalen Steaua Bukarest auch das Double. In der Folge spielte der Abwehrspieler regelmäßig im Europapokal der Landesmeister und avancierte zum Nationalspieler. Nach seinem Debüt für die rumänische Nationalmannschaft im Oktober 1961 bei einem 4:0-Erfolg über die Türkei gehörte er in der Folge unregelmäßig zur Startformation. Im Oktober 1964 gehörte er zum Kader bei den Olympischen Sommerspielen 1964; im abschließenden Gruppenspiel kam er beim 1:0-Erfolg über den Iran zu seinem einzigen Turniereinsatz. Im Viertelfinalspiel, in dem die Auswahlmannschaft nach einer 0:2-Niederlage gegen Ungarn ausschied, wurde er nicht aufgeboten und kam nach Turnierende zu keinem weiteren Länderspieleinsatz. In seinen 12 Nationalmannschaftseinsätzen blieb er ohne Torerfolg.
Zwischen 1966 und 1969 lief Ivan für den FC Argeș Pitești auf, ehe er nach West-Berlin übersiedelte und beim FV Wannsee seine Karriere ausklingen ließ.
Ivan litt an Diabetes und einer Leberzirrhose und erlag im Sommer 2015 im Alter von 77 Jahren seinen Krankheiten.

## Erfolge
- Rumänischer Meister: 1962, 1963, 1964, 1965
- Rumänischer Pokalsieger: 1964